# William W. Belknap

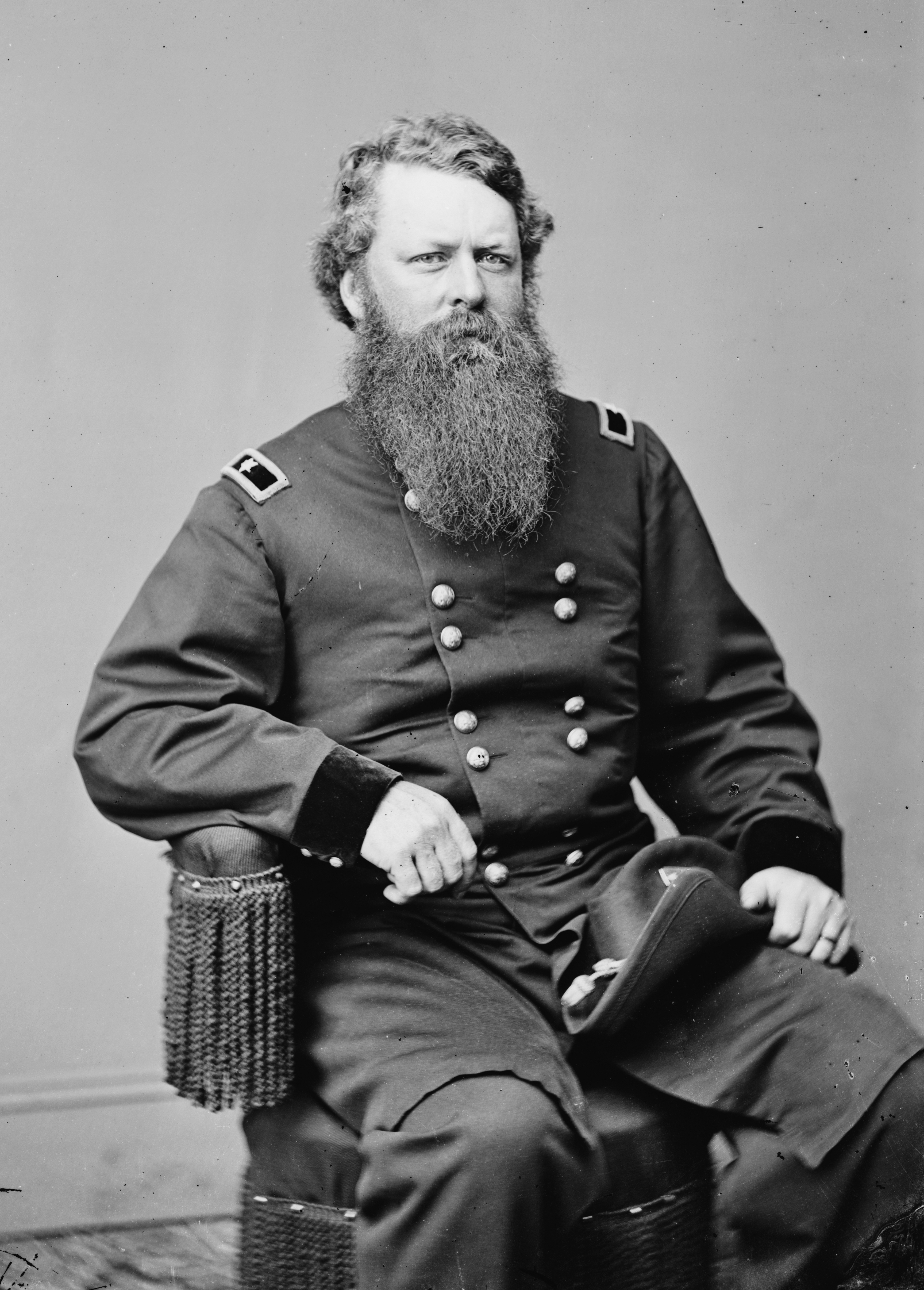
William W. Belknap

William Worth Belknap (* 22. September 1829 in Hudson, New York; † 13. Oktober 1890 in Washington, D.C.) war ein US-amerikanischer Generalmajor, Jurist und der 30. Kriegsminister der Vereinigten Staaten unter Präsident Ulysses S. Grant. Er war, zusammen mit Alejandro Mayorkas fast 150 Jahre später, der einzige US-Minister, gegen den das Repräsentantenhaus ein Amtsenthebungsverfahren einleitete. Die nötige Zweidrittelmehrheit im Senat wurde verfehlt, doch Belknap war ohnehin zuvor von seinem Amt zurückgetreten.

## Leben

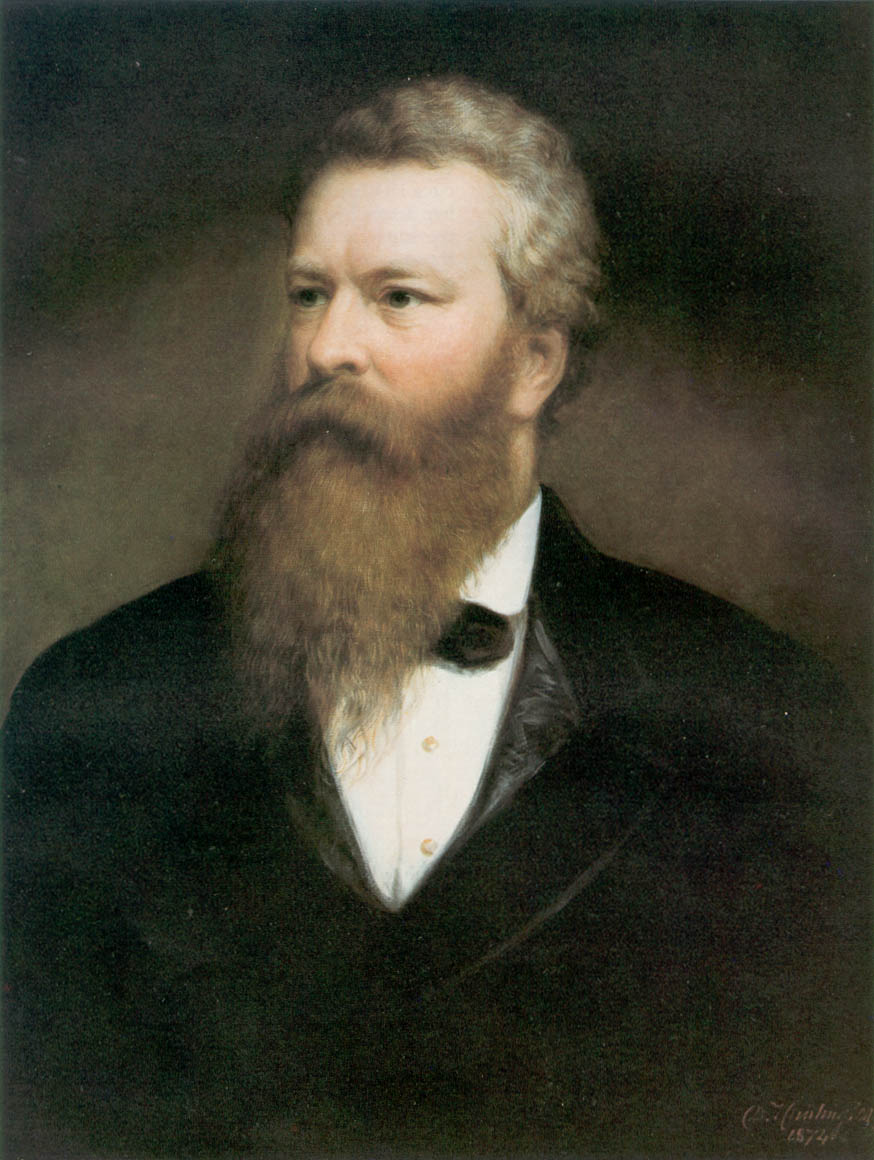
Belknap auf einem Porträtgemälde von Daniel Huntington (1874)

Belknap wurde am 22. September 1829 in Hudson an der östlichen Staatsgrenze von New York geboren. Er graduierte 1848 an der Princeton University und studierte im Anschluss daran Jura an der Georgetown University. Dann erhielt er 1851 seine Zulassung als Anwalt und wurde in Keokuk (Iowa) als Rechtsbeistand tätig. 1857 wurde er für eine einjährige Amtszeit in das Repräsentantenhaus von Iowa gewählt.
Er trat 1861 auf Seiten der Union als Major in die 15. Iowa Infanterie ein und kämpfte während des Sezessionskrieges in den Schlachten bei Shiloh, Corinth und Vicksburg. Belknap wurde zum Brigadegeneral der Unionsarmee befördert und erhielt das Kommando über die 4. Division. In dieser Funktion beteiligte er sich an den Operationen von General William T. Sherman in Georgia sowie North und South Carolinas. Er verließ 1865 im Rang eines Generalmajors das Militär.
Er war insgesamt dreimal verheiratet, nach dem Tod seiner ersten beiden Frauen Cora LeRoy und Caroline Tomlinson (1836–1870), heiratete er Amanda Tomlinson Bower (1840–1916), die verwitwete Schwester seiner zweiten Frau. Im Jahre 1866 wurde er zum Steuerkontrolleur von Iowa ernannt, dieses Amt hatte er bis 1869 inne.
Am 25. Oktober 1869 wurde er von Präsident Grant als Kriegsminister in dessen Kabinett berufen. Sein Vorgänger war John Aaron Rawlins. In dieser Zeit schlug er dem Kongress vor, den 1. Mai als Beginn des fiskalischen Jahres festzulegen und unternahm Anstrengungen, um den Yellowstone-Nationalpark zu schützen.
Belknap machte sich der Korruption und Bestechlichkeit schuldig und verkaufte 1870 zu seinem Vorteil Waffen aus den Staatsdepots an Frankreich. Als Ende Februar 1876 Beweise für seine Vergehen auftauchten, bereitete das Repräsentantenhaus eine Anklageerhebung, ein Impeachment, gegen ihn vor. Am Morgen des 2. März akzeptierte Präsident Grant den Rücktritt Belknaps. Trotz dessen Bekanntgabe entschieden sich die Abgeordneten später am selben Tag einstimmig für die Eröffnung eines formellen Amtsenthebungsverfahrens. Der Prozess fand im Mai 1876 vor dem Senat statt, in dem die Republikaner die Mehrheit hatten. Diese sprachen Belknap frei, da die benötigte Zweidrittelmehrheit nicht erreicht wurde.
Belknap zog zunächst nach Philadelphia, kehrte dann aber nach Washington zurück, um wieder als Anwalt tätig zu werden. Er starb am 13. Oktober 1890 an einem Herzinfarkt und wurde auf dem Nationalfriedhof Arlington bestattet. Sein Nachfolger als Kriegsminister war Alphonso Taft.
145 Jahre später, in der Debatte um das zweite Amtsenthebungsverfahren gegen Donald Trump wurde der Prozess gegen Belknap als Präzedenzfall für die Möglichkeit einer nachträglichen Amtsenthebung angeführt.